# NGC 5054
NGC 5054 is een balkspiraalstelsel in het sterrenbeeld Maagd. Het hemelobject werd op 31 december 1785 ontdekt door de Duitse astronoom William Herschel.

## Synoniemen
- MCG -3-34-39
- UGCA 344
- IRAS 13142-1622
- PGC 46247